# سوزن‌ماهیان
سوزن‌ماهیان یا پیپ‌ماهیان (syngnathidae) یکی از خانواده‌های ماهیان هستند.